# At the Royal Albert Hall with the Royal Philharmonic Orchestra Part 1
Live at the Royal Albert Hall with the Royal Philharmonic Orchestra Part 1 es un disco en vivo de la banda de rock progresivo británica Renaissance, lanzado en 1997. Ese mismo año se lanzaría la segunda parte.
El álbum recoge material en vivo del año 1977 grabado en el Royal Albert Hall de Londres, como parte de la gira del disco Novella. La Royal Philharmonic Orchestra es dirigida por Harry Rabinowitz.
El guitarrista del grupo Michael Dunford comentaría sobre este trabajo ""no se parece en nada al álbum del Carnegie Hall, es un poco más tosco y te da una sensación real del show en vivo".

## Lista de canciones
1. "Prologue" (8:14) 
2. "Can You Understand" (11:17) (sección instrumental compuesta por Maurice Jarre)
3. "Carpet of the Sun" (3:48)
4. "Can You Hear Me?" (13:58)
5. "Song of Scheherazade" (25:17)

## Integrantes
- Annie Haslam - voz principal
- Michael Dunford - guitarra acústica, coros
- John Tout - teclados
- Jon Camp - bajo eléctrico, coros
- Terence Sullivan - batería, percusiones

Músicos invitados:
- Royal Philharmonic Orchestra dirigida por Harry Rabinowitz

Letras:
- Betty Thatcher